# Улица Лапу (Рига)
Улица Ла́пу (латыш. Lapu iela — «Лиственная») — улица в Земгальском предместье города Риги, в историческом районе Агенскалнс. Начинается от развилки улиц Амалияс и Эдуарда Смильгя, пролегает в западном и северо-западном направлении до улицы Эрнестинес.

## История
Впервые упоминается в адресной книге города Риги в 1861 году как Лиственная улица (нем. Laubstrasse, латыш. Lapu iela). В то время нынешняя улица Лапу пролегала лишь от Большой Лагерной улицы (сегодня Нометню) до незастроенной территории на развилке нынешних улиц Орманю и Мелнсила. В 1885 году улица Лапу была продлена от улицы Нометню до улицы Амалияс, а в 1897 году — от улицы Орманю до улицы Эрнестинес, тем самым получив современные границы.
Название улицы видоизменялось только сообразно государственному языку; переименований улицы не было.

## Транспорт
Общая длина улицы Лапу составляет 636 метров. Почти на всём протяжении асфальтирована, участок между улицами Орманю и Эрнестинес замощён булыжником. Разрешено движение в обоих направлениях, кроме небольшого отрезка напротив дома № 15, где при движении со стороны улицы Нометню необходим объезд вокруг сквера.
В 1905 году на отрезке улицы Лапу между улицами Нометню и Шварцмуйжас (Мелнсила) пролегла трамвайная линия, ведущая от Агенскалнского рынка до улицы Слокас (использовалась маршрутом № 8; действовала до 1930-х годов). В 1950-е годы на этом же участке построена линия троллейбуса, действующая и сегодня (используется маршрутом № 5; здесь же проходит ряд автобусных маршрутов, но остановок на улице Лапу нет).

## Достопримечательности
- Начало улицы пролегает по зоне исторической застройки Пардаугавы, являющейся памятником градостроительства XVIII—XIX веков[4].
- Дом № 3B — бывший доходный дом (1899, архитектор Вильгельм Хоффман).
- Угловой дом по ул. Нометню, 47 (1909, архитектор Вильгельм Бокслаф) — памятник архитектуры регионального значения[5].
- Дом № 7 — бывший доходный дом М. Циммермана (1914).
- Дом № 15 — бывший доходный дом Э. Бергмана (1911, архитектор Александр фон Владимиров).
- Дом № 17 — бывший доходный дом Э. Лиепиньша (1911, архитектор Эйжен Лаубе).
- Дом № 19 — здание бывших деревянных рабочих казарм (1914, архитектор Гейнрих Девендрус; реставрировано в 2016—2017).
- Дом № 24 — бывшая дача старейшины Большой гильдии Александра Аугсбурга (перестроена и расширена в 1887—1892, архитектор Альфред Пилеман).
- В конце улицы по чётной стороне расположен Молодёжный сад (до 1930-х годов — частный сад семьи Аугсбургов).

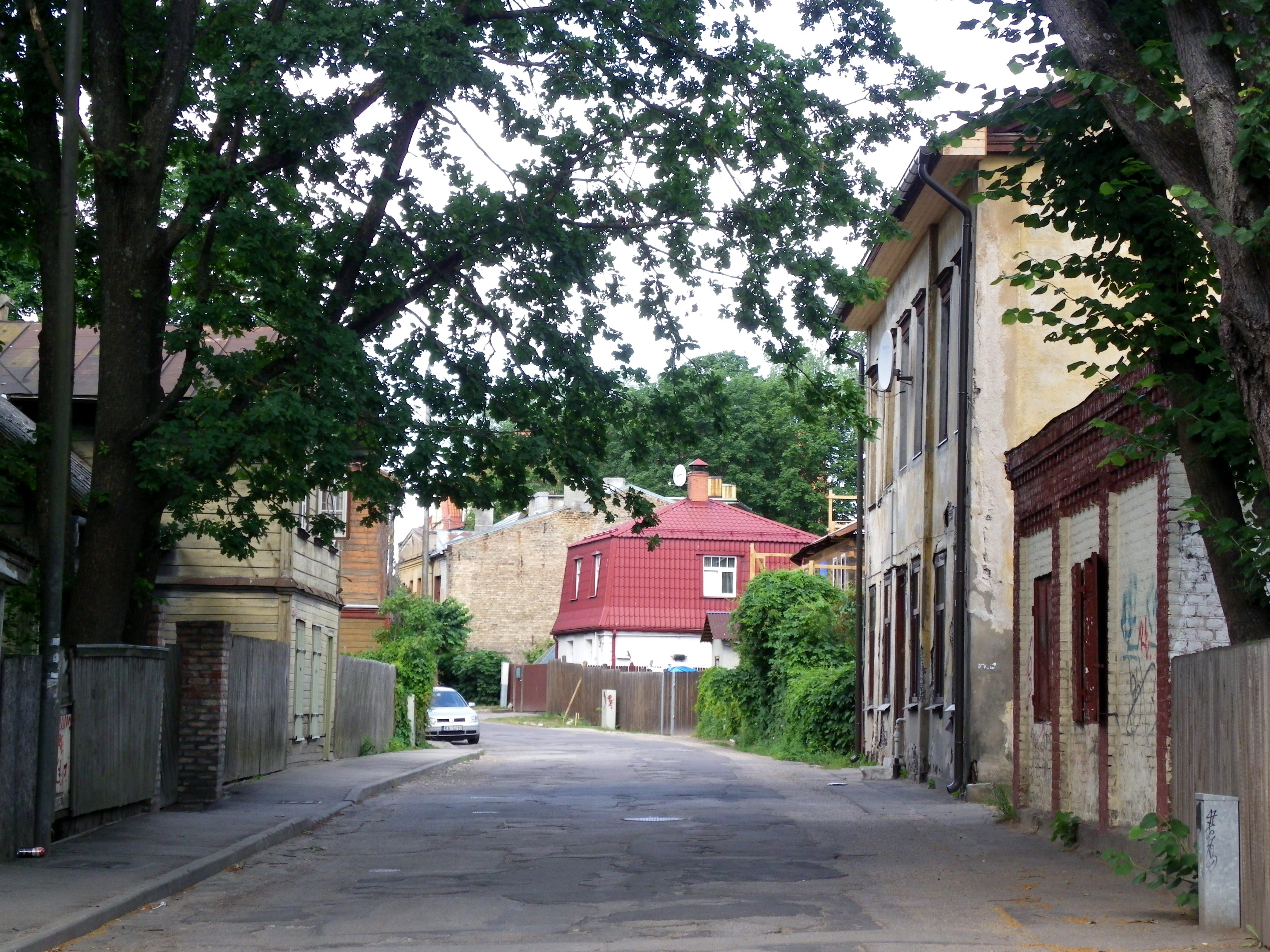
Начало улицы
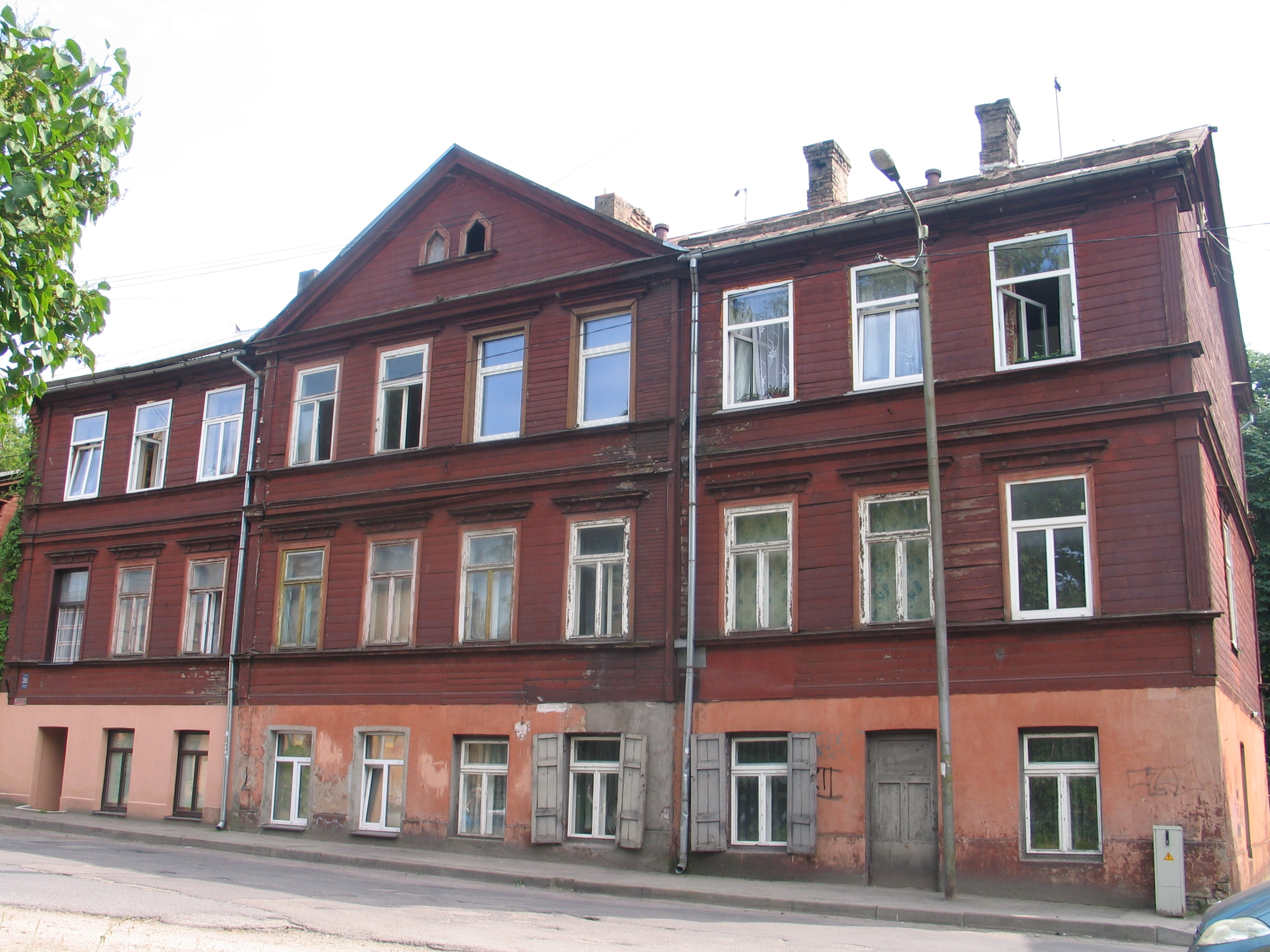
Дом № 3B
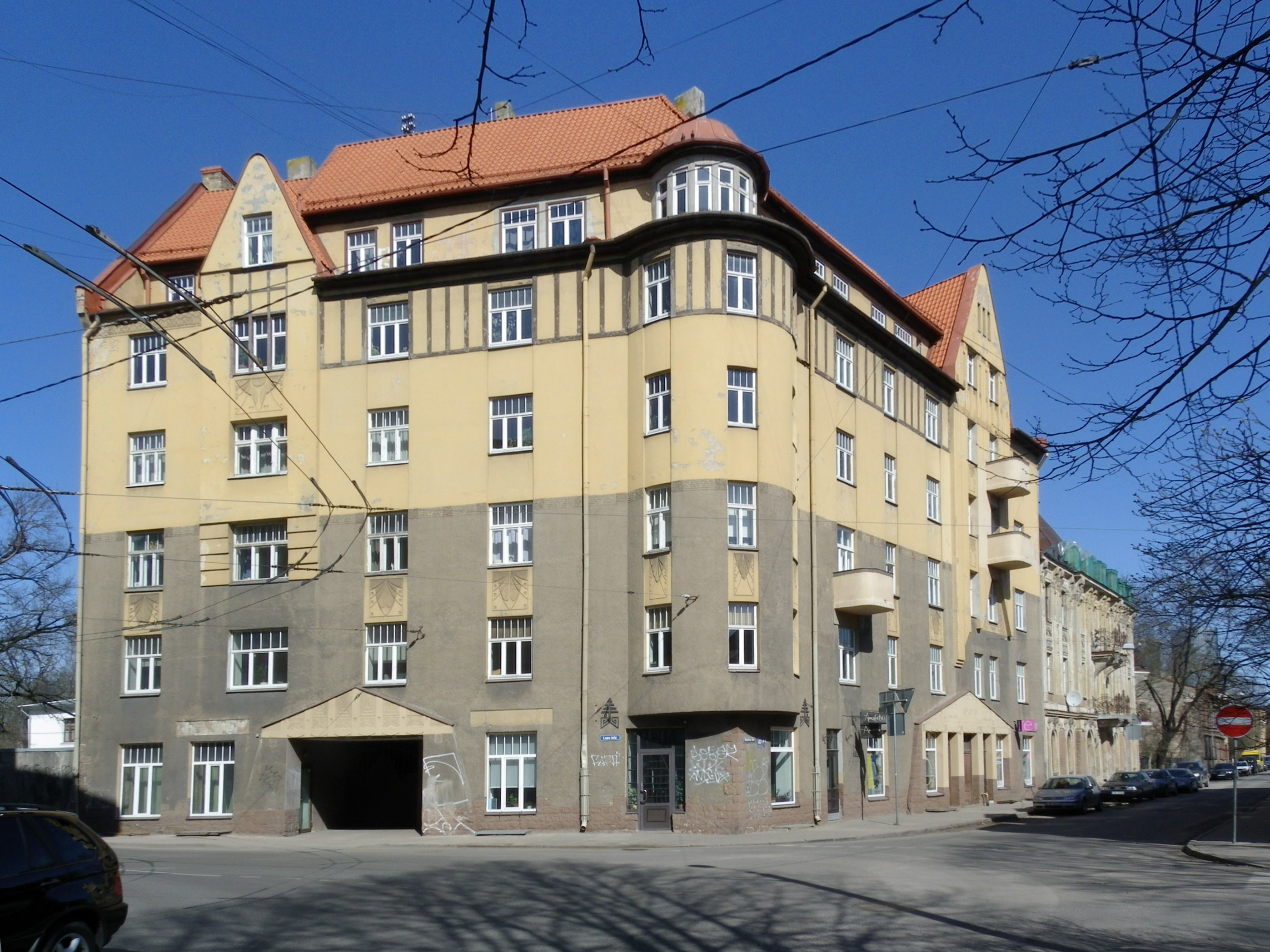
Угол улицы Нометню
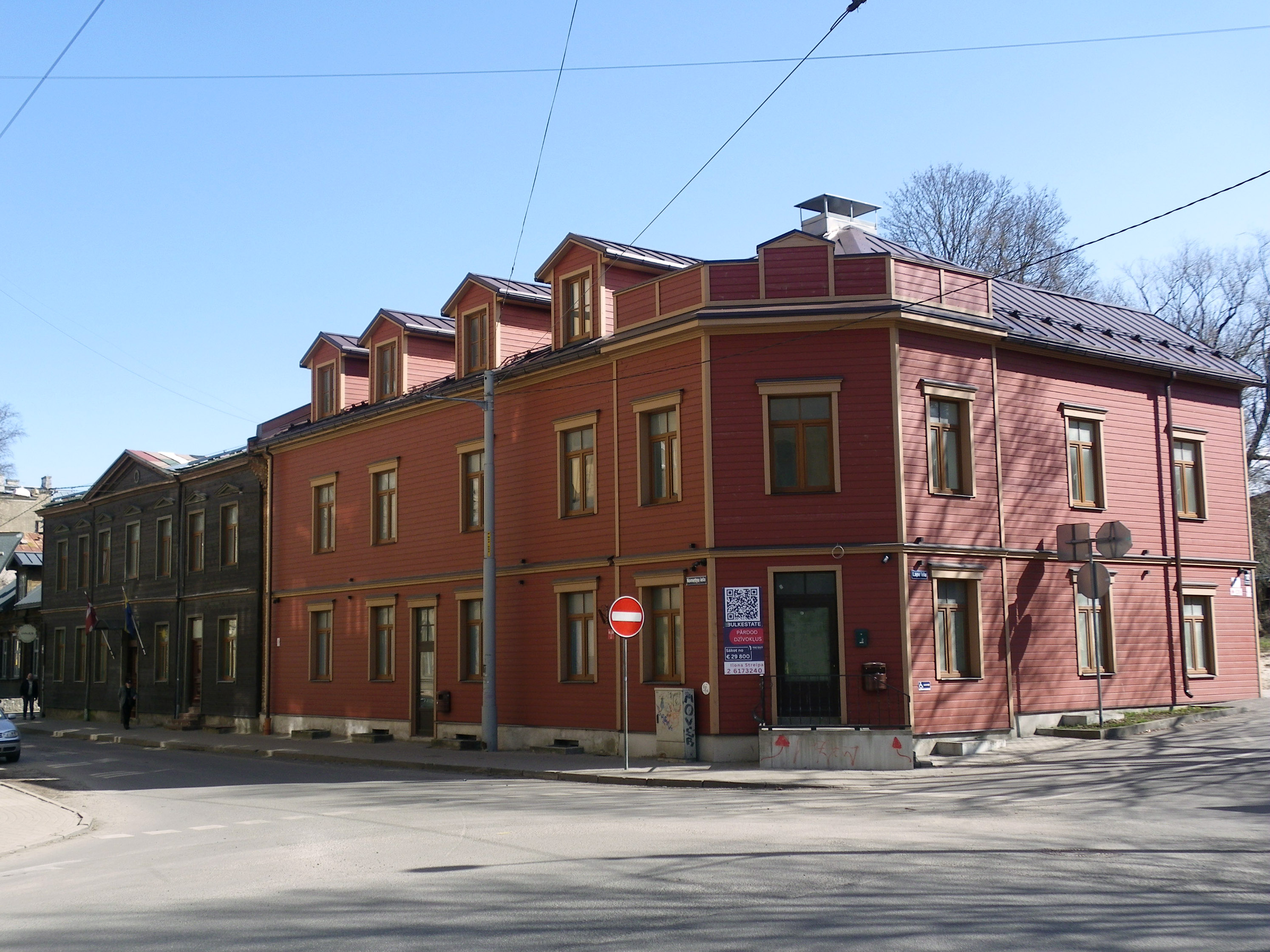
Дом № 12
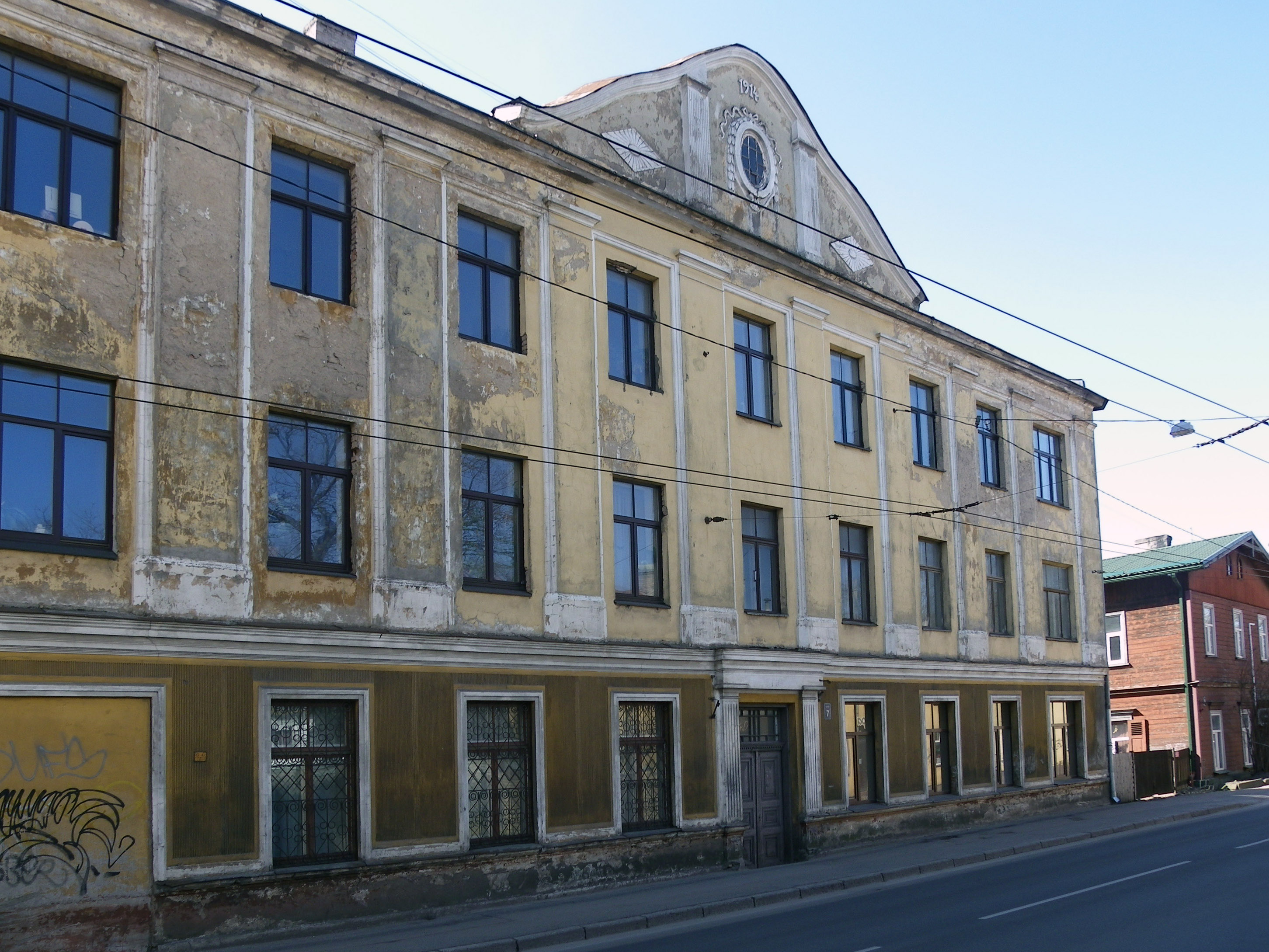
Дом № 7
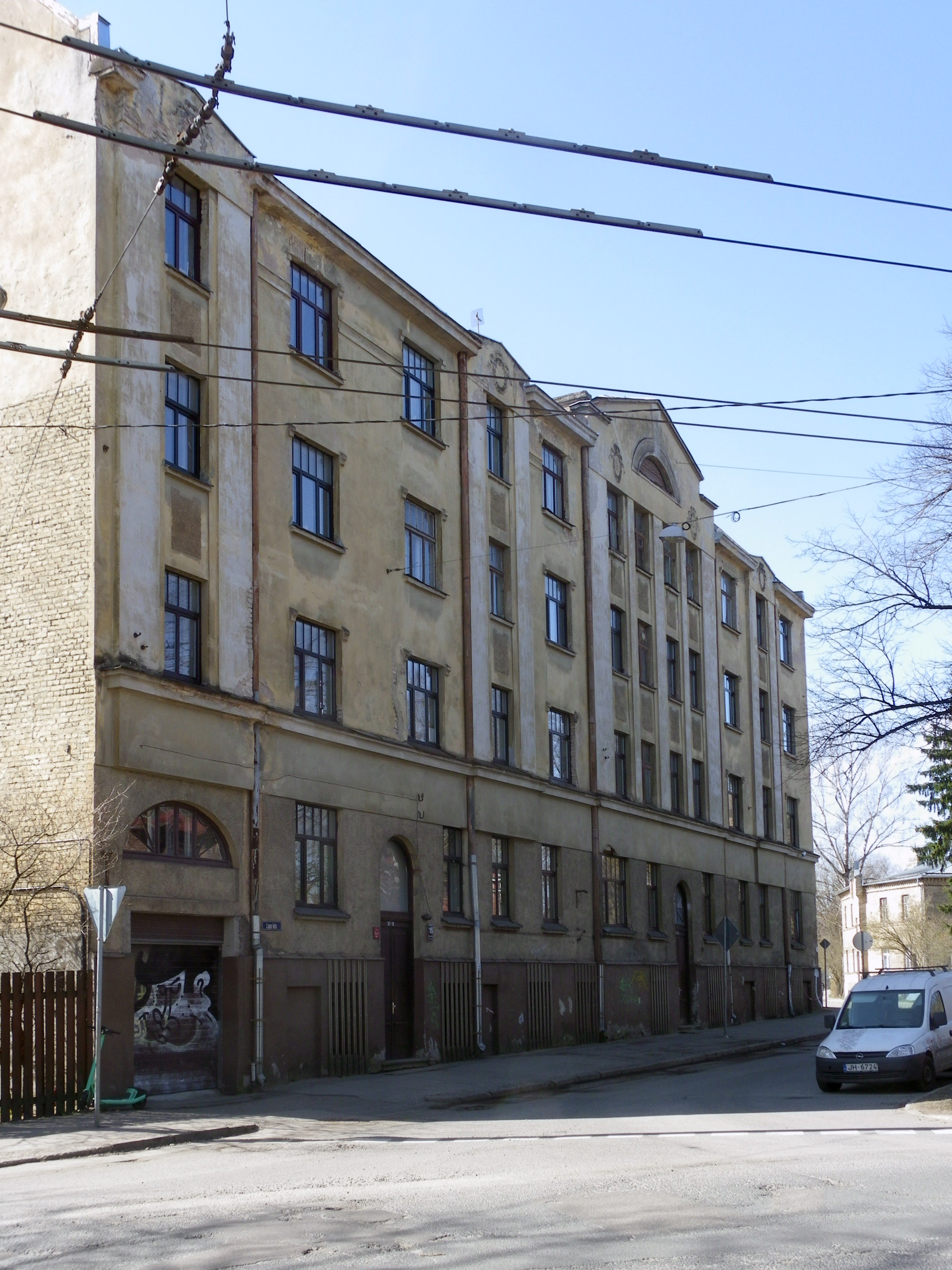
Дом № 15
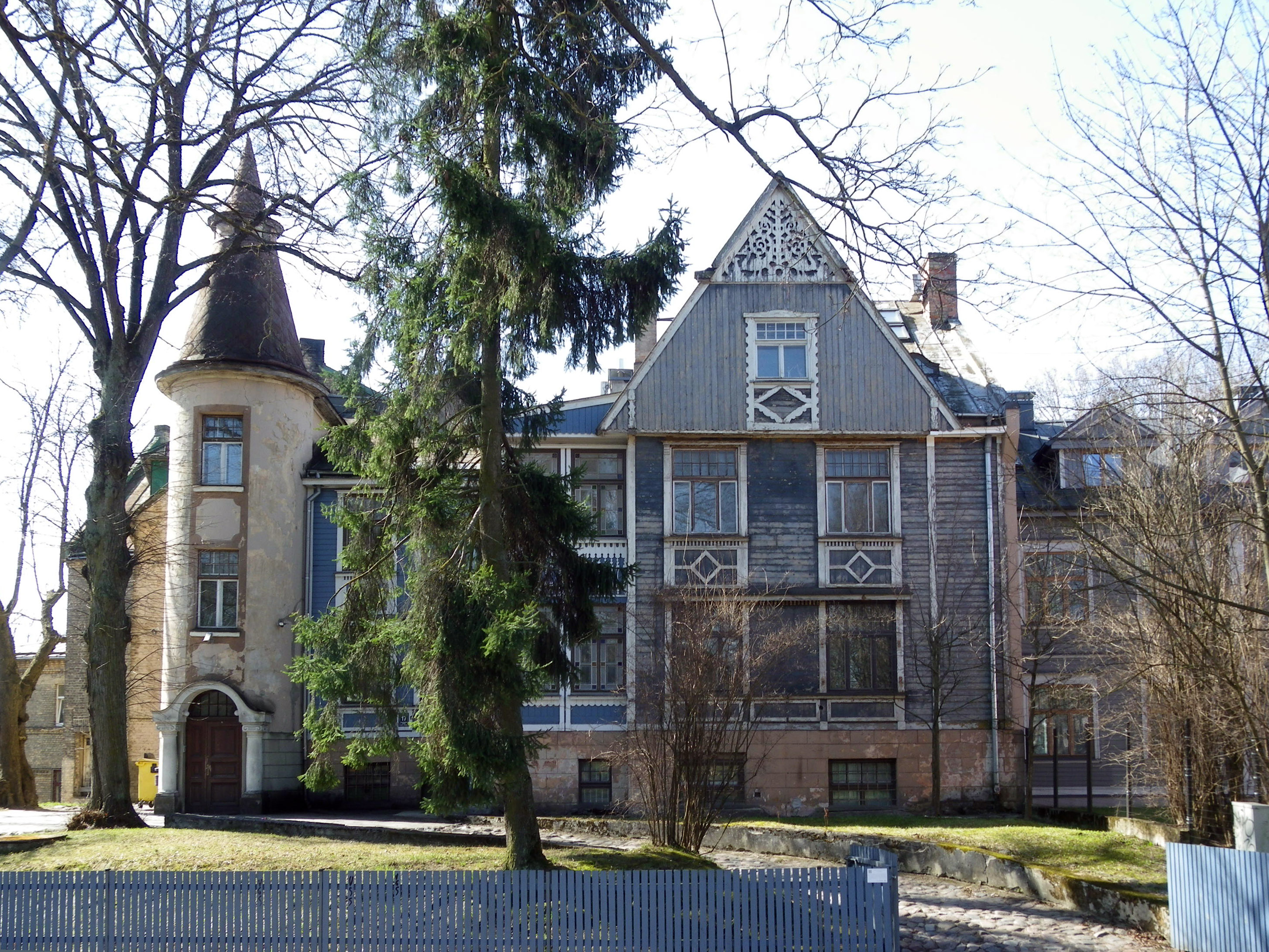
Дом № 17
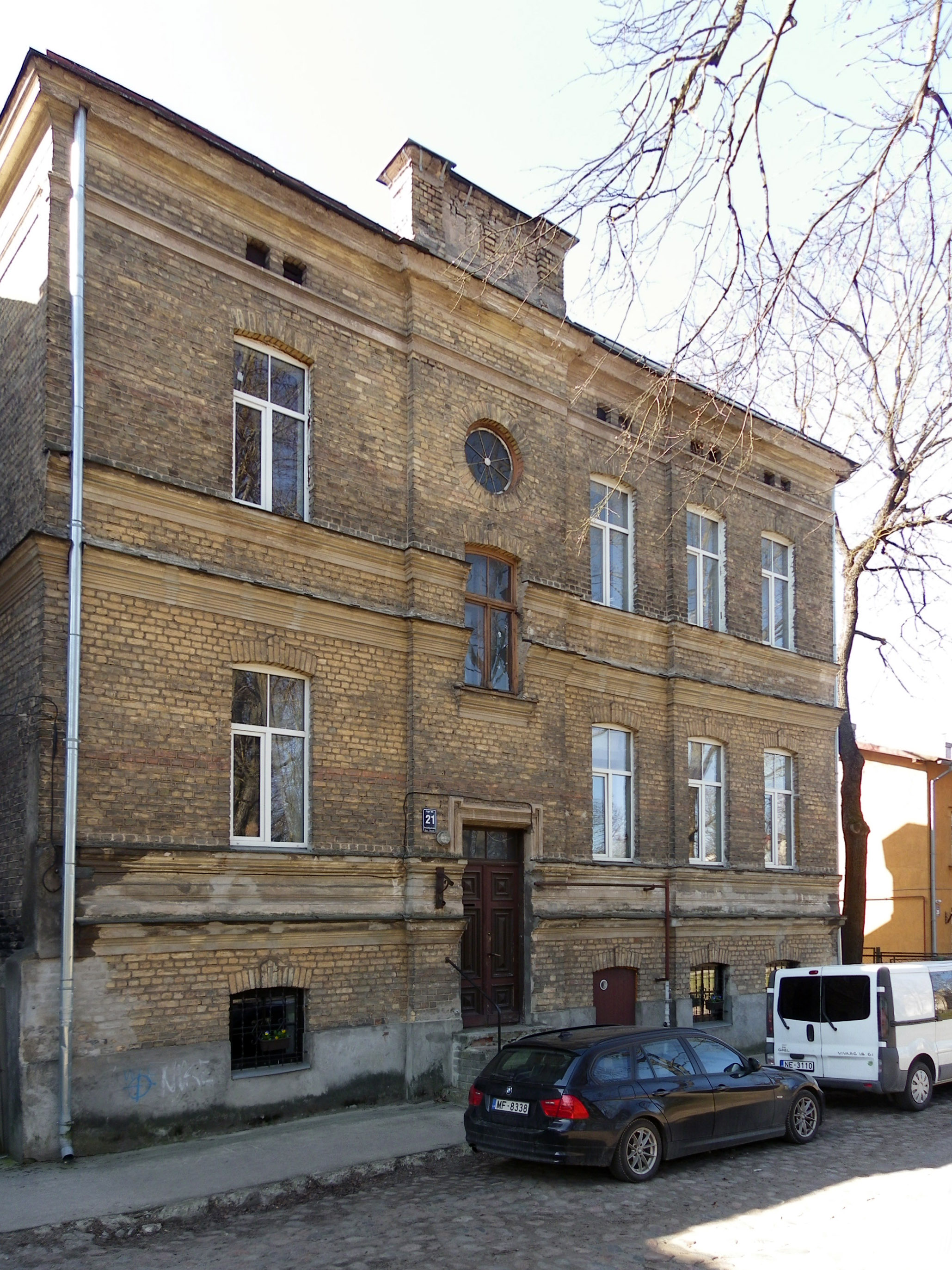
Дом № 21
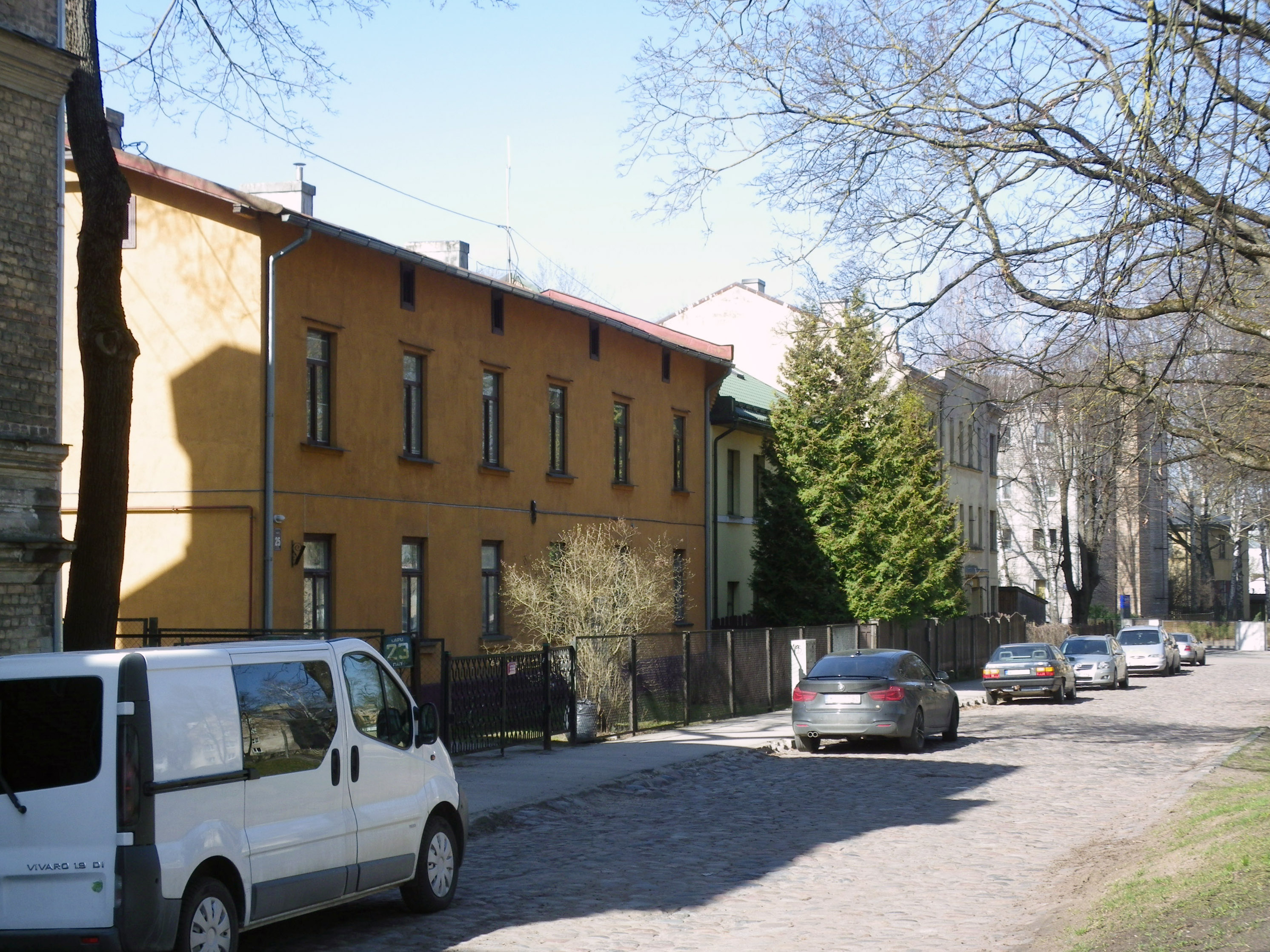
Дальняя часть улицы

## Прилегающие улицы
Улица Лапу пересекается со следующими улицами:
- улица Амалияс
- улица Бишу
- улица Нометню
- улица Мелнсила
- улица Орманю
- улица Эрнестинес

## В искусстве
- Улице Лапу посвящено стихотворение «Lapu iela» латышской поэтессы Дагнии Дрейки[латыш.][6].